# Ohio megye (Kentucky)
Ohio megye az Amerikai Egyesült Államokban, azon belül Kentucky államban található. Megyeszékhelye Hartford, legnagyobb városa Beaver Dam. Lakosainak száma 23 772 fő (2020. április 1.). Ohio megye Hancock, Breckinridge, Grayson, Butler, Muhlenberg, McLean és Daviess megyékkel határos.

## Népesség
A megye népességének változása:
| Lakosok száma | 23 843 | 24 028 | 24 028 | 23 988 | 24 216 | 23 772 |
|               | 2010   | 2011   | 2012   | 2013   | 2015   | 2020   |